# 黃文傑 (大律師)
黃文傑，SC（？—），香港資深大律師。
黃文傑以一級榮譽於香港大學畢業，獲頒法學士學位，其後於劍橋大學修讀了法學碩士學位。在1999年獲得香港大律師執業資格。2014年，以僅三十七歲之齡被委任為資深大律師。雖然他不是最年輕獲委任的資深大律師（包致金被委任為御用大律師時35歲），但是已經算非常年輕。
2015年，梁麗幗以個人名義向法庭申請司法覆核，要求檢視政府在政改第二輪諮詢中錯誤採用人大常委831決定中的陳述。資深大律師黃文傑代表梁麗幗在庭上發言。（HCAL 31/2015）

## 專業資歷
- 香港大律師（1999年）
- 香港資深大律師（2014年）

## 外部連結
- 香港大律師公會執業大律師名冊
- Anson Wong